# Kvinnor för fred
Kvinnor för fred (KFF) är en svensk fredsorganisation.   

## Grundande
Föreningen Kvinnor för fred började sitt arbete i slutet av 1970-talet. Startpunkten var enligt föreningens hemsida ett kunskapsseminarium som föreningen Kvinnokultur ordnade på temat "Hur vinner vi freden?" KFF bildades av kvinnogrupper runt om i landet. Sättet att arbeta, i små självstyrande grupper utan hierarkier, hämtades från 1970-talets kvinnorörelse.

## Målsättning
Föreningen arbetar bland annat för demokrati, fred och mänskliga rättigheter, stopp för kärnvapen och kärnvapenprov, upprättande av kärnvapenfria zoner och för avvecklandet av vapenproduktion och vapenexport. 

## Verksamhet
Kvinnor för fred för fram sina budskap genom att bland annat delta i och anordna konferenser och demonstrationer. Föreningen ger även ut en tidning, Kvinnor för fred. De är även en av föreningarna som är medlem i Operation 1325, tillsammans med UN woman Sverige, Sveriges Ekumeniska Kvinnoråd, RIFFI, Svenska Kvinnors Vänsterförbund och Sveriges Kvinnolobby.
Jämställdhetsmyndigheten återkallade 2024 föreningens bidrag för 2023 sedan flera ledande företrädare uttalat stöd Rysslands invasion av Ukraina.